# Jon Kalb
Pour les articles homonymes, voir Kalb.

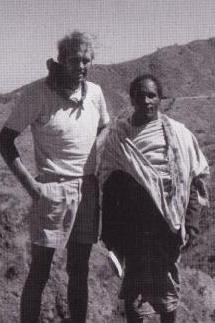
Jon Kalb avec un chef Afar

Jon Kalb, né le 17 août 1941 à Houston au Texas et mort le 27 octobre 2017 à Austin est un géologue affilié au Vertebrate Paleontology Laboratory de l'université du Texas à Austin.

## Jeunesse et études
Adolescent, Kalb commence sa carrière au sein d'une expédition américano-mexicaine à la recherche d'épaves de navires au large des côtes du Yucatan[page à préciser]. Il rejoint ensuite le célèbre chasseur de trésors et archéologue marin Bob Marx pour explorer les récifs des Caraïbes.
Mis à l'écart à cause de blessures de plongée, Kalb est envoyé sur la côte ouest de l'Amérique du Sud par le Smithsonian Institue pour collecter des animaux marins. Il rejoint ensuite une équipe de géologues du Génie de l'armée américaine dans le nord-ouest de la Colombie pour cartographier un itinéraire potentiel pour un canal au niveau de la mer, ce qui le conduit à prospecter de l'or sur le plateau des Guyanes pour le service géologique du Guyana. Pendant ses études à Johns Hopkins, il s'intérese à la tectonique des plaques de la dépression de l'Afar, une triple jonction (rift) dans le nord-est de l'Éthiopie,. En 1971, il s'installe à Addis-Abeba avec sa famille et, au cours des sept années suivantes, explore la vallée de l'Awash, dans l'Afar central et occidental.

## Découvertes
Kalb est l'un des quatre fondateurs du projet franco-américain International Afar Research Expedition (IARE),, avec Maurice Taieb, Yves Coppens et Donald Johanson. En 1974, au cours de la troisième expédition, Donald Johanson découvre le squelette de Lucy vieux de 3,2 millions d'années.
Kalb dirige ensuite la mission basée en Éthiopie qui est pionnière des explorations dans le Moyen-Awash, révélant certains des gisements les plus prolifiques au monde en fossiles et en artefacts d'hominines primitifs,. Les découvertes incluent un crâne robuste presque complet d'un pré-Néandertalien vieux de 600 000 ans et un squelette fossile d'ardipithèque vieux de 4,4 millions d'années découvert par Timothy White.
À partir du site du Moyen-Awash, Kalb et Assefa Mebrate ont décrit le registre le plus complet connu des ancêtres des éléphants ancestraux (18 espèces) d'une seule zone, dont la faune sert d'analogue à d'autres groupes animaux tout aussi diversifiés dans la région, y compris les hominidés et les premiers hominini. Des dizaines de sites archéologiques sont  découverts, allant du Plaisancien (pliocène tardif) avec les premiers outils en pierre jusqu'aux sites du Pléistocène supérieur contenant de la poterie,. Dans une publication de 2010, Kalb suggère que le pays de Pount, un partenaire commercial de l'Égypte ancienne, était situé dans l'Afar central, à proximité du golfe de Tadjourah.

## Conflits politiques et scientifiques
En 1978, après que Kalb a conçu un programme de formation pour les étudiants éthiopiens et établi le premier laboratoire de recherche en paléobiologie du pays, il est expulsé d'Éthiopie sur fond d'allégations selon lesquelles il aurait espionné pour la CIA. En 1977, la National Science Foundation des États-Unis  refuse de financer l'équipe de Kalb sur la base des mêmes accusations, comme le révèlent des documents qu'il a obtenus en vertu de la loi d'accès à l'information de 1966. Un an plus tard, il remporte une procédure interne à la NSF, concluant qu'il s'était vu refuser une audience équitable puis il réussit à obtenir de la NSF, en vertu du Premier Amendement, une modification de son évaluation par les pairs.

## Ses dernières années
Après de nombreux voyages en Afrique, où il rejoint des équipes de l'USGS, de l'université technique de Berlin et de l'université de Vienne, Kalb renouvelle les études sur les mammifères de l'Éocène entamées dans les années 1930 le long des régions frontalières de l'ouest du Texas. Surnommée « l’Afar américain », cette région chaude, sauvage et découpée par les failles du rift du Rio Grande, présente des similitudes avec « l’Afar africain ». À ce jour, on y a collecté plus de 4 000 mammifères éteints, dont certains des derniers primates connus en Amérique du Nord.

## Récompenses
- Prix Robert W. Hamilton décerné par l'université du Texas à Austin pour son essai Adventures in the Bone Trade, 2002
- Prix Violet Crown, décerné par la Ligue des écrivains du Texas, pour son essai Adventures in the Bone Trade, 2001.